# Königlich Bayerisches 2. Chevaulegers-Regiment „Taxis“

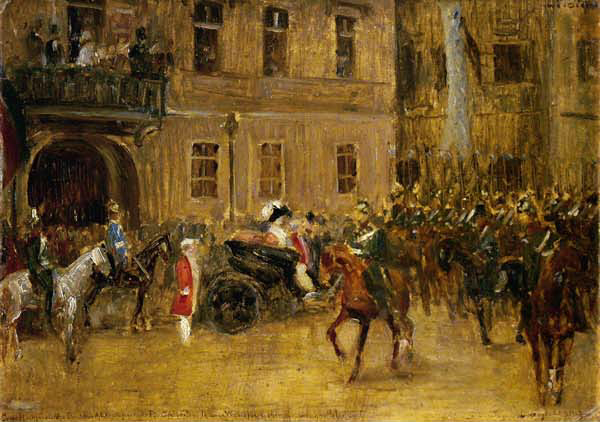
Das Regiment in Regensburg 1909

Das 2. Chevaulegers-Regiment „Taxis“ war ein Kavallerieverband der Bayerischen Armee. Der Friedensstandort des Regiments war Regensburg.

## Truppenzugehörigkeit am 1. August 1914
III. Armee-Korps in Nürnberg
Kommandierender General: General der Kavallerie Ludwig von Gebsattel
6. Division in Regensburg
Kommandeur: Generalleutnant Maximilian von Höhn
6. Kavallerie-Brigade in Regensburg
Kommandeur: Generalmajor Eduard Weigel
Regimentsinhaber
Albert, Fürst von Thurn und Taxis, Herzog zu Wörth und Donaustauf, Erbgeneralpostmeister, Kronoberpostmeister

## Geschichte
Um das Militär zu Beginn der Regierungszeit des Kurfürsten Maximilian II. Emmanuel zu verstärken, wurde per Dekret am 29. Juni 1682 ein Kavallerieregiment aufgestellt. Dieses führte als erstes die Bezeichnung „Regiment zu Pferd Louis Marquis de Beauveau de Croan“. Dieses war das Stammregiment der 2. Chevaulegers. Mit den Regimentsinhabern wechselte das Regiment dann jeweils auch seinen Namen und wurde mehrfach umklassifiziert. Im Jahre 1691 wurde es zum Kürassierregiment, 1785 zum Reiterregiment, 1786 wieder zum Kürassierregiment, 1790 zum Dragonerregiment, am 29. April 1811 zum „2. Chevaulegers-Regiment Fürst von Thurn und Taxis“ und dann am 26. April 1848 zum „kgl. bay. 2. Chevaulegers-Regiment Taxis“.
Das Regiment wechselte in seiner Geschichte häufig die Standorte und lag so in:
- Dingolfing
- Ried im Innkreis
- Braunau am Inn
- Ulm
- Memmingen
- Amberg
- Wasserburg
- Rosenheim
- Neumarkt in der Oberpfalz
- München
- Ingolstadt
- Neuötting
- Landsberg am Lech
- Speyer
- Zweibrücken
- Dillingen an der Donau
- Regensburg

Regimentsinhaber war seit 1747 jeweils der regierende Fürst oder ein Prinz aus dem Hause Thurn und Taxis.

### Einsätze
Das Regiment kämpfte in der Zeit zwischen 1683 und 1871 in insgesamt 45 Feldzügen und nahm am Ersten Weltkrieg teil.

#### Feldzüge gegen die Türken
In der Zeit von 1683 bis 1688 war das Regiment sechsmal gegen die Türken eingesetzt.

#### Feldzüge gegen Frankreich
Zwischen 1689 und 1696 kämpfte das Regiment gegen die Truppen von Ludwig XIV. Es stand am Rhein, im Piemont und den Niederlanden.

#### Spanischer Erbfolgekrieg
Zwischen 1702 und 1714 kämpfte das Regiment auf französischer Seite in Süddeutschland und den Niederlanden.

#### Österreichischer Erbfolgekrieg
Teilnahme an fünf Feldzügen gegen die Truppen der Erzherzogin Maria Theresia in der Zeit zwischen 1741 und 1748.

#### Napoleonische Kriege
Bayern war Frankreich verpflichtet und musste diesem seine Truppen zur Verfügung stellen.
1805: Kämpfe gegen Österreich
1806/07: Kämpfe gegen Preußen und Russland
1809: gegen Österreich in Tirol
1812: gegen Russland – nach den Kämpfen bei Smolensk, Borodino und der Beresina war der Personalbestand des Regiments von 1346 auf 150 Mann gesunken.

#### Befreiungskriege
Die Bayern kämpften in den Freiheitskriegen von 1813 bis 1815 in drei Feldzügen gegen Frankreich.
28. bis 30. Oktober 1813: Schlacht bei Hanau
5. Juli 1815: Einnahme von Châlons-sur-Marne
Im November 1815 rückte das Regiment in Ansbach ein.

#### Deutscher Krieg
Das Regiment kämpfte an der Tauber ohne größere Auswirkungen gegen preußische Truppen. Im September 1866 kehrte es in seine Garnison Ansbach zurück.

#### Deutsch-Französischer Krieg
Das Regiment war als Divisionskavallerie im II. Armee-Korps eingesetzt. Es nahm am Vormarsch auf Weissenburg teil und stellte Patrouillen gegen Wörth ab. In der Schlacht bei Sedan war das Regiment als Bedeckung der Artillerie eingesetzt. Anschließend wurde es zum Belagerungsring um Paris kommandiert. Nach nur geringen Verlusten rückte der Verband am 5. Juli 1871 in seiner Garnison Bamberg ein.

#### Erster Weltkrieg
Nach der Mobilmachung rückte das Regiment zum Grenzschutz nach Lothringen aus. Es nahm dann an der Schlacht in Lothringen teil und wurde danach in das Gebiet zwischen Maas und Mosel verlegt, wo es bis Mitte 1916 sowohl infanteristisch als auch kavalleristisch eingesetzt wurde. Am 17. Juli 1916 wurde der Regimentsverband aufgelöst und die Eskadronen auf die verschiedenen kgl. bay. Divisionen aufgeteilt. Mit diesen nahmen sie an allen größeren Schlachten im Westen teil, so in der Schlacht um Verdun, der Schlacht an der Somme, der Schlacht bei Arras, der Dritten Flandernschlacht, der Großen Schlacht in Frankreich und den anschließenden schweren Abwehrkämpfen bis zum Kriegsende.
Die 1. Eskadron war vom April 1915 bis zum Juni 1916 der 11. Königlich Bayerische Division zugeteilt und in dieser Zeit in Galizien, russisch Polen und Serbien eingesetzt.

### Verbleib
Nach dem Waffenstillstand von Compiègne rückte das Regiment im November 1918 in seiner Heimatgarnison ein, wurde demobilisiert und am 1. April 1919 aufgelöst. Die Tradition übernahm in der Reichswehr die 3. Eskadron des 17. (Bayerisches) Reiter-Regiments in Ansbach. In der Wehrmacht führte das Panzerregiment 25 in Bamberg die Tradition fort.

## Kommandeure
| Vorname, Name                              | Oberstkommandant, ab 1872 Kommandeur von bis |
| ------------------------------------------ | -------------------------------------------- |
| Johann Wilhelm Freiherr von Lüzelburg      | 29. Juni 1682 bis 1. März 1685               |
| Karl Johann Lothar Weickel von Wackerstein | 1. März 1685 bis 1. November 1691            |
| Franz Graf von Gabaleone                   | 1. November 1691 bis 15. Juni 1694           |
| Anton Kajetan Graf von Arco                | 15. Juni 1694 bis 15. November 1697          |
| Bartholomäus Graf von Costa                | 15. November 1697 bis 1. Januar 1703         |
| Johann Christoph von Poth                  | 1. Januar 1703 bis 1. Januar 1707            |
| Johann Vinzenz de Bonaccorsi               | 1. Januar 1707 bis 7. Februar 1722           |
| Jakob Kaspar Schön                         | 7. Februar 1722 bis 1. Februar 1724          |
| Bernard de Torri                           | 1. Februar 1724 bis August 1739              |
| Ernst Freiherr von Rechberg                | 1. Oktober 1739 bis 1742                     |
| Johann Anton von Weinberger                | 1742 bis 1. August 1743                      |
| Ludwig von Nyß                             | 1. August 1743 bis 6. Juli 1747              |
| Franz Xaver Freiherr von Rechberg          | 6. Juli 1747 bis 1. Juli 1754                |
| Franz August Freiherr von Ingenheim        | 1. Juli 1754 bis 1. Februar 1764             |
| Joseph Anton von Cabilliau                 | 1. Februar 1764 bis 1. Juli 1774             |
| Johann Maurus Graf von Nyß                 | 1. Juli 1774 bis 1. Juli 1776                |
| Christian Quirin Hölzl                     | 1. Juli 1776 bis 12. Februar 1787            |
| Franz Xaver Freiherr von Ingenheim         | 12. Februar 1787 bis 1. April 1793           |
| Peter Hermann                              | 1. April 1793 bis 1. Mai 1793                |
| Vinzenz Nutius Graf von Minucci            | 1. Mai 1793 bis 28. März 1800                |
| Peter Anton Graf Zedtwitz                  | 28. März 1800 bis 4. November 1804           |
| Karl Friedrich August Graf von Seydewitz   | 4. November 1804 bis 28. Dezember 1808       |
| Ludwig Freiherr von Bourscheidt            | 28. Dezember 1808 bis 1. Mai 1814            |
| Maximilian Freiherr von Zandt              | 1. Mai 1814 bis 21. Februar 1816             |
| Karl Theodor von Thurn und Taxis           | 21. Februar 1816 bis 15. Juni 1830           |
| Franz von Hetzendorf                       | 15. Juni 1830 bis 30. Dezember 1836          |
| Kasimir Graf von Gravenreuth               | 30. Dezember 1836 bis 23. Dezember 1841      |
| Ludwig von Madroux                         | 23. Dezember 1841 bis 31. März 1848          |
| Johann von Fels                            | 31. März 1848 bis 9. November 1849           |
| Alois Margreither                          | 9. November 1849 bis 30. Juni 1851           |
| Otto Freiherr Vogt von Hunoltstein         | 30. Juni 1851 bis 31. März 1855              |
| Emil Freiherr von Stockum-Sternfels        | 31. März 1855 bis 22. Juni 1857              |
| Max Freiherr von Nesselrode-Hugenpoet      | 22. Juni 1857 bis 11. Januar 1863            |
| Friedrich Horadam                          | 11. Januar 1865 bis 7. April 1871            |
| Karl Graf von Froberg-Montjoye             | 7. April 1871 bis 25. Februar 1874           |
| Karl Freiherr von Freyberg-Eisenberg       | 25. Februar 1874 bis 19. Oktober 1877        |
| Gustav Freiherr von Horn                   | 19. Oktober 1877 bis 17. November 1886       |
| Alfred Freiherr von Schönprunn             | 17. November 1886 bis 23. November 1887      |
| Otto Freiherr von Fleury auf Hilling       | 23. November 1887 bis 25. November 1890      |
| Heinrich Sandner                           | 25. November 1890 bis 26. September 1892     |
| Egon Freiherr von Berchem                  | 26. September 1892 bis 30. März 1896         |
| Emil von Le Bret-Nucourt                   | 30. März 1896 bis 21. März 1900              |
| Franz Martin                               | 21. März 1900 bis 20. August 1905            |
| Wilhelm Walther von Walderstötten          | 20. August 1905 bis 16. Oktober 1908         |
| Friedrich Freiherr von Pfetten-Arnbach     | 16. Oktober 1908 bis 26. März 1911           |
| Karl Zoeller                               | 26. März 1911 bis 22. Februar 1914           |
| Eduard Freiherr Poschinger von Frauenau    | 22. Februar 1914 bis 27. Januar 1915         |
| Kurt Freiherr von Lepel                    | 27. Januar 1915 bis Kriegsende               |

## Friedensuniform 1914
- Waffenrock nach Art einer Ulanka aus stahlgrünem Tuch mit karmoisinrotem Stehkragen und schwedischen Aufschlägen. Die Achselklappen und Epaulettenfelder waren ebenfalls karmoisinrot. Die Knöpfe waren weißmetallen. Zur Parade konnte eine karmoisinrote Paraderabatte (eine Art Brustlatz) aufgeknöpft werden.
- Helm nach Art der schweren Reiter mit weißmetallenen Beschlägen. Zur Parade wurde die Spitze durch einen weißen Rosshaarbusch ersetzt.
- weißes Koppelzeug
- Stahlgrüne Reithose
- Stahlgrüne lange Hose mit breiten Streifen in der Abzeichenfarbe
- weiß-blaue Landskokarde an Helm und Mütze

## Regimentsmusik
- Präsentiermarsch: Prinz-Eugen-Marsch von Andreas Leonhardt
- Parademarsch im Schritt: Taxis-Marsch von Christian Kolb (1849 dem Fürsten Karl Theodor von Thurn und Taxis gewidmet)
- Parademarsch im Trab: Pariser Einzugsmarsch von 1814 von Johann Heinrich Walch
- Parademarsch im Galopp: Galoppmarsch aus der Oper Das Nachtlager von Granada von Conradin Kreutzer